# Gyllene hästskon

Gyllene hästskons läge i Ontario.
Centrala Gyllene hästskon
Yttre områden

Gyllene hästskon (engelska: Golden Horseshoe) är ett tätbefolkat och industrialiserat område i södra Ontario i Kanada. Det sträcker sig från Niagara Falls längs Ontariosjöns sydvästra, västra och norra sida via Toronto till öster om staden Oshawa.
Invånarantalet uppskattas till 8,6 miljoner år 2006, varav 5,6 miljoner i Toronto med förorter. Detta gör området (enligt riktlinjer för Metropolitan Combined Statistical Areas) till det befolkningsmässigt största i Kanada och det femte största i Nordamerika, efter New York, Mexico City, Los Angeles och Chicago.
Det finns dock en mindre vanligt använd definition på Gyllene hästskons geografiska utbredning, där man räknar med områden på andra sidan gränsen till USA som Buffalo och Rochester i västra delen av delstaten New York. Det totala invånarantalet blir då närmare 11 miljoner, vilket gör området, enligt denna vidgade definition, till det befolkningsmässigt fjärde största i Nordamerika.
Namnet kan härledas till att området har en böjd form, liknande en hästskos. Ordet gyllene (golden) i namnet syftar enligt ordboken Canadian Oxford Dictionary på områdets ekonomiska styrka, men en alternativ förklaring som ofta framförs är att området ser "gyllene" ut på satellitbilder på grund av all nattbelysning. Namnet existerade dock innan det fanns satellitfoton.

## Kommuner i området
| - Ajax - Aurora - Barrie - Bradford West Gwillimbury - Brampton - Brantford - Brock - Burlington - Caledon - Cambridge - Clarington - East Gwillimbury - Fort Erie - Georgina - Grimsby | - Guelph - Halton Hills - Hamilton - King - Kitchener - Lincoln - Markham - Milton - Mississauga - Newmarket - Niagara Falls - Niagara-on-the-Lake - Oakville - Oshawa - Pelham | - Pickering - Port Colborne - Richmond Hill - St. Catharines - Scugog - Thorold - Toronto - Uxbridge - Vaughan - Wainfleet - Waterloo - Welland - West Lincoln - Whitby - Whitchurch–Stouffville |